# Theophil Großgebauer

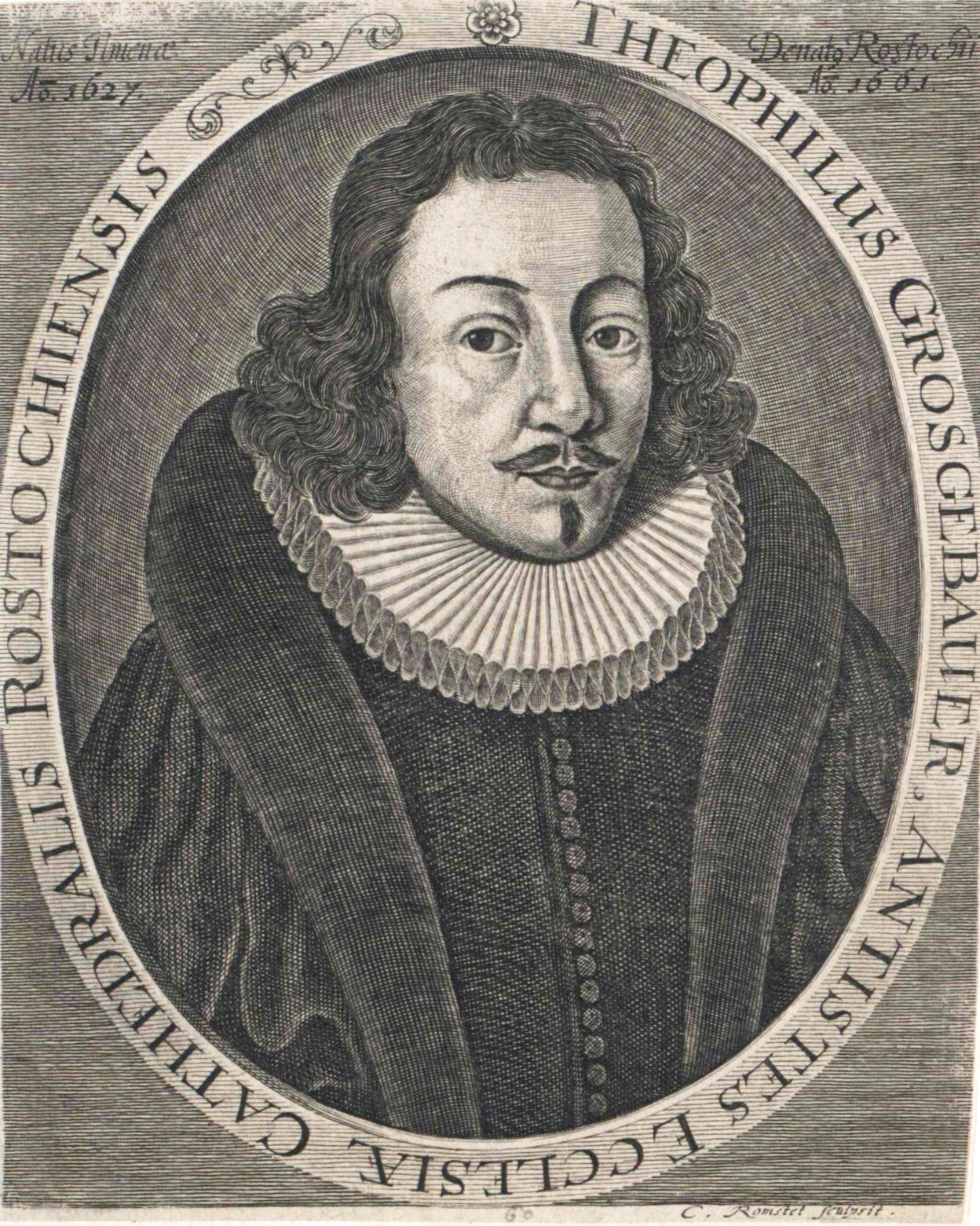
Theophilus Großgebauer, Stich von Christian Romstet

Theophil Großgebauer (* 24. November 1627 in Ilmenau; † 8. Juli 1661 in Rostock) war ein deutscher lutherischer Theologe.

## Leben
Großgebauer, Sohn des gleichnamigen Bürgermeisters von Ilmenau, studierte Evangelische Theologie in Rostock, wo er 1650 zum Magister promoviert wurde. Die Heirat mit Margareta, der Tochter des Pfarrers der Nikolaikirche Johann Stein, eröffnete ihm eine Zukunft in Rostock, und 1653 wurde er zum Diaconus an der Jakobikirche berufen. Hier wirkte er als beliebter Prediger und Schriftsteller bis zu seinem frühen Tod.

## Werk und Bedeutung
Großgebauer wird gemeinsam mit seinen Kollegen Johann Quistorp der Jüngere, Joachim Schröder (1613–1677) und Heinrich Müller zur Rostocker „Reformorthodoxie“ gezählt. Kennzeichnend war für sie die scharfe Kritik an zeitgenössischen Missständen in Kirche und Gesellschaft. Großgebauer übte sie exemplarisch und als einer der ersten am neuartigen Atheismus. Wie seine Kollegen setzte er dagegen die Forderung nach Intensivierung der Kirchenzucht. Dabei war Großgebauer, der Joseph Halls Buch „The Olde Religion“ (London 1628) übersetzt hatte, deutlich durch den Puritanismus beeinflusst. Seine Vorstellung von der Wiedergeburt nimmt aber auch Einflüsse des mystischen Spiritualismus auf. Mit all dem wurde er zum Vorläufer des Pietismus.
Seine berühmteste Schrift, die „Wächterstimme aus dem verwüsteten Zion“, entwirft ein radikales Reformprogramm für die Kirche, das calvinistische Züge trug. So sollten die Pfarrer mehr Wert auf die Seelsorge als auf die Predigt legen und dabei von Laien-Presbytern unterstützt werden. Dagegen lehnte er Instrumentalmusik im Gottesdienst strikt ab. Philipp Jakob Spener nahm bei der Abfassung seiner „Pia desideria“ manche Impulse aus diesem Werk auf und ehrte Großgebauer mit einem Vorwort zur postumen Ausgabe seiner Predigten, die dessen Sohn Johann Valentin Großgebauer herausgab.

## Schriften
- Jubel-Geschrey Der Kinder Gottes/ Auffgesetzet Nach dem Thon der Harpffen Davids im Hundert und dritten Psalm/ Zuvor aber Zu S. Nicolai in Rostock öffentlich außgesprochen. Rostock 1654
- De rebus Veterum Hebraeorum Diatriba Prima. Rostock 1655
- Praeservatif wider die Pest der heutigen Atheisten. Frankfurt am Main 1661
- Wächterstimme Auß dem verwüsteten Zion : Das ist, Treühertzige und nothwendige Entdeckung. Auß waß Vrsachen die vielfaltige Predigt deß Worts Gottes bey Evangelischen Gemeinen wenig zur Bekehrung und Gottseligkeit fruchte. Frankfurt am Main 1661
- Drey geistreiche Schrifften : 1. Wächterstimme auss dem verwüsteten Zion. 2. Præservativ wider die Pest der heutigen Atheisten. 3. Alte-Religion. Jetzo zum andernmahl gedruckt. … Frankfurt am Main 1667 (4. Auf. 1753)
- XXVI Geistreiche und erbauliche Predigten über die Epistel Pauli an die Epheser, hrsg. v. Joh. Val. Großgebauer. Frankfurt am Main u. Leipzig 1689